# Nella Colombo
Nella Colombo (Cusano Milanino, 18 gennaio 1927 – Torino, 4 ottobre 1999) è stata una cantante e attrice italiana.

## Biografia

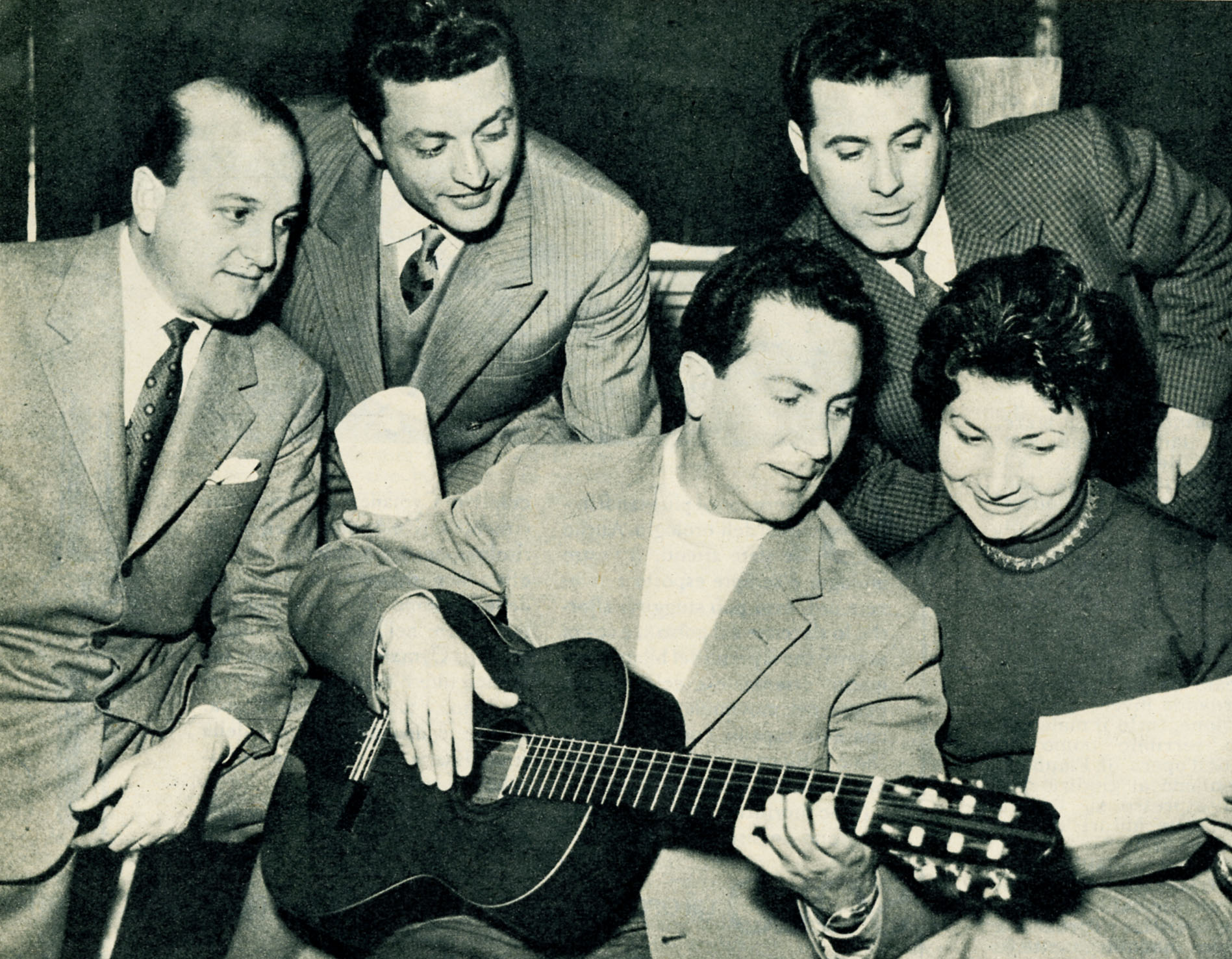
Gianni Ravera, Bruno Rosettani, Carlo Savina, Vittorio Tognarelli e Nella Colombo nel 1954

Rimasta orfana di padre, ancora bambina si trasferisce con la madre a Torino, la città dove trascorrerà tutta la sua vita.
Allieva del maestro Carlo Prato, partecipa giovanissima ad un concorso indetto dall'EIAR nel 1941 e riscuote un immediato successo grazie a brani come Mamma mi ci vuole il fidanzato, Op op trotta cavallino, Il Tamburo della banda d'Affori.
Nel 1945 ottiene un'affermazione personale con In cerca di te (Sola me ne vo per la città), da annoverarsi fra i brani più famosi dell'intero decennio.
Nel dopoguerra prosegue l'attività come cantante radiofonica.
Dall'inizio degli anni Cinquanta fa parte, come cantante, dell'orchestra di Carlo Savina, nelle periodiche trasmissioni trasmesse da Radio Rai.
Suo figlio Danilo Bruni è un doppiatore.

### Il Festival di Sanremo
Partecipa poi al Festival di Sanremo 1955 con Era un omino e Il primo viaggio, che non accedono alla finale.
Ottiene un ultimo successo nel 1959 vincendo il primo Festival del Musichiere con Tu vuoi così.
Nel decennio successivo, come tanti altri colleghi affermatisi negli anni Quaranta, sposta la sua attività all'estero, incidendo vari dischi per il mercato spagnolo.
Negli anni Settanta entra nella compagnia teatrale di Carlo Campanini specializzandosi in commedie dialettali.
Nel 1984 ritorna in televisione nel programma Cari amici vicini e lontani, dedicato ai sessant'anni della Radio italiana, in cui, insieme alla collega Flo Sandon's, interpreta alcuni brani di successo degli anni Quaranta.
Scompare a Torino nel 1999.

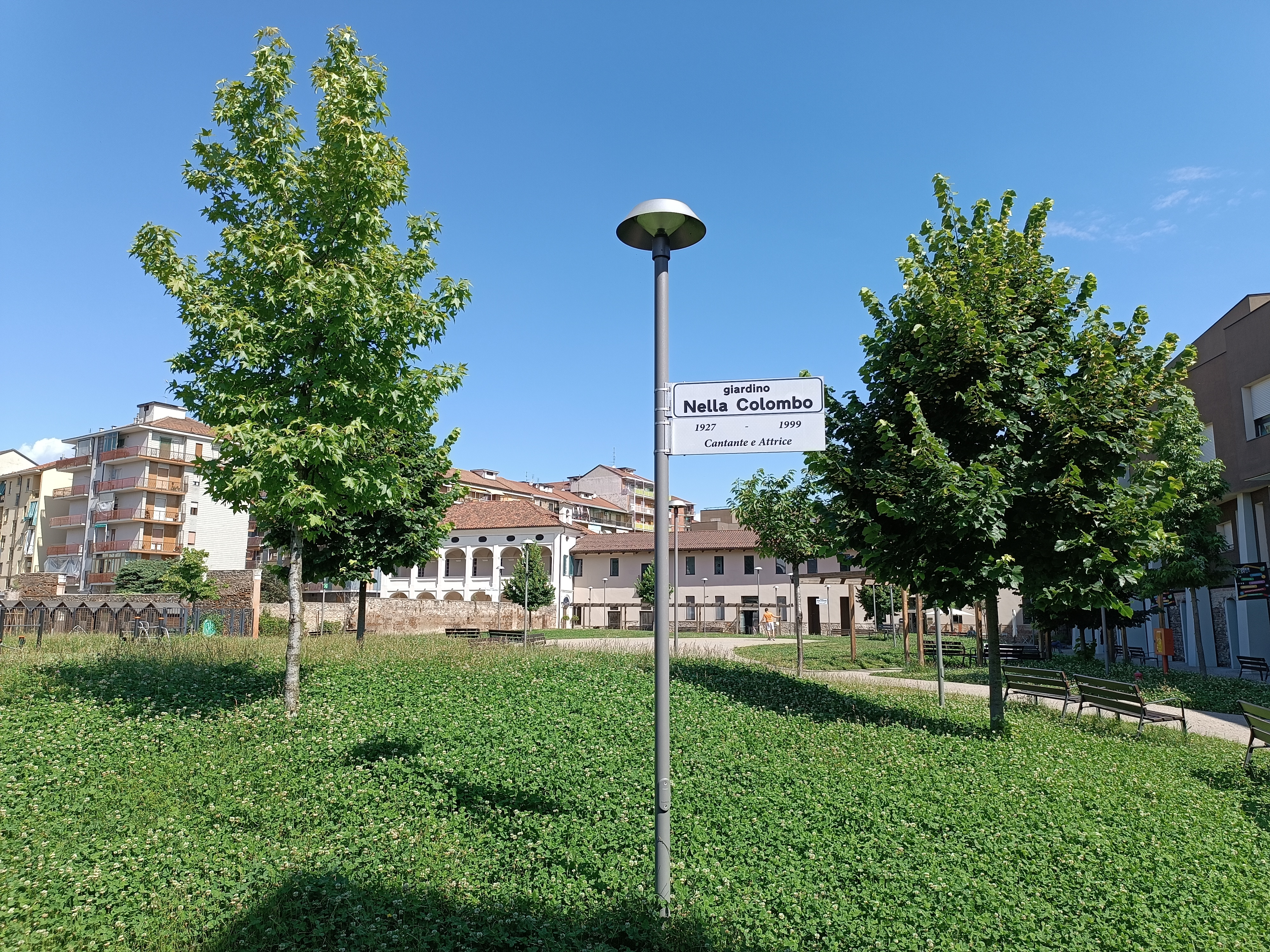
Giardino Nella Colombo, all'interno della Cascina Fossata

Il 13 ottobre del 2022 viene intitolato in sua memoria il giardino all'interno della Cascina Fossata in Borgo Vittoria, a Torino.
 Alla cerimonia intervengono la presidente del Consiglio e della Commissione Toponomastica , il presidente della Circoscrizione, il figlio dell'artista Danilo Bruni, la promotrice Elena Aloise e il Sindaco.

## Discografia parziale

### Album
- 1961: Successi internazionali (Sabrina, LP 5003)
- 1963: Festival di Sanremo 1963 (Phonorama, PH 30385): in quest'album in cui alcuni cantanti interpretano alcuni brani del festival di quell'anno, Nella Colombo canta Ricorda, Perdonarsi in due e Non sapevo; gli altri cantanti presenti sono Romeo Casella (Sull'acqua e Non costa niente), Bruno Rosettani (Uno per tutte), Gesy Sebena (Occhi neri, cielo blu e Giovane, giovane) e Adriano Cecconi (Amour, mon amour, my love e Tu venisti dal mare); in tutte le canzoni dirige l'orchestra il maestro Assuero Verdelli

### Singoli
- 1945: Perduto amore (in cerca di te)/La balabanca (Cetra, DC 4381; solo il lato A, lato B cantato da Gigi Beccaria)
- 1959: Tu vuoi così/Non so se t'amo (Sabrina, MS 142)